# Bacary Sagna
Bacary Sagna, francoski nogometaš, * 14. februar 1983, Sens, Francija.
Sagna je nekdanji francoski nogometaš z senegalskimi koreninami, ki je igral na desnem branilskem položaju za angleški klub Manchester City. Njegov bratranec Ibrahima Sonko prav tako igra v Angliji pri Ipswichu. Večina soigralcev ga kliče Bac.